# Pramene Hruštínky
Pramene Hruštínky este o arie protejată (arie specială de conservare — SAC, sit de importanță comunitară — SCI) din Slovacia întinsă pe o suprafață de 217,24 ha, integral pe uscat.

## Localizare
Centrul sitului Pramene Hruštínky este situat la coordonatele 49°16′43″N 19°15′12″E / 49.278611°N 19.253333°E.

## Înființare
Situl Pramene Hruštínky a fost declarat sit de importanță comunitară în aprilie 2004 pentru a proteja 1 specie de plante și 3 specii de animale. Situl a fost protejat și ca arie specială de conservare în martie 2004.

## Biodiversitate
Situată în ecoregiunea alpină, aria protejată conține 7 habitate naturale: Păduri de fag Asperulo-Fagetum, Păduri aluvionare cu Alnus glutinosa și Fraxinus excelsior (Alno-Padion, Alnion incanae, Salicion albae), Mlaștini turboase de tranziție și turbării mișcătoare, Păduri acidofile de Picea de la nivel montan la nivel alpin (Vaccinio-Piceetea), Păduri de fag Luzulo-Fagetum, Mlaștini alcaline, Formațiuni ierboase bogate în specii de Nardus, dezvoltate pe substraturi silicioase în zone montane (și în zone submontane, în Europa continentală).
La baza desemnării sitului se află mai multe specii protejate:
- plante (1): Campanula serrata
- amfibieni (1): Triturus montandoni
- mamifere (2): lupul (Canis lupus), urs brun (Ursus arctos)

Pe lângă speciile protejate, pe teritoriul sitului au mai fost identificate 3 specii de plante, 1 specie de amfibieni.